# Novi Beograd
Novi Beograd (kyrillisk: Нови Београд) er den folkerigeste kommune i Serbiens hovedstad Beograd. Bydelen har 212.104 indbyggere (pr. 2011) og har et areal på 40,74 km².
Bydelen ligger vest for Beograds centrum og er en planlagt by bygget i 1948. Den ligger på et oprindelig sumpet område, hvor Donau og Sava mødes. For at gøre område bebyggeligt tog man sand fra Lille Krigsø (Malo Ratno Ostrvo) i Donau, hvilket næsten helt fjernede øen, af hvilken der i dag kun er smal stribe tilbage.
Novi Beograd har udviklet sig til Beograds nye finanscentrum, og er i stor udvikling. Mange virksomheder lægger sig i bydelen på grund af en moderne infrastruktur og store ledige byggegrunde.